# Oliver Berben

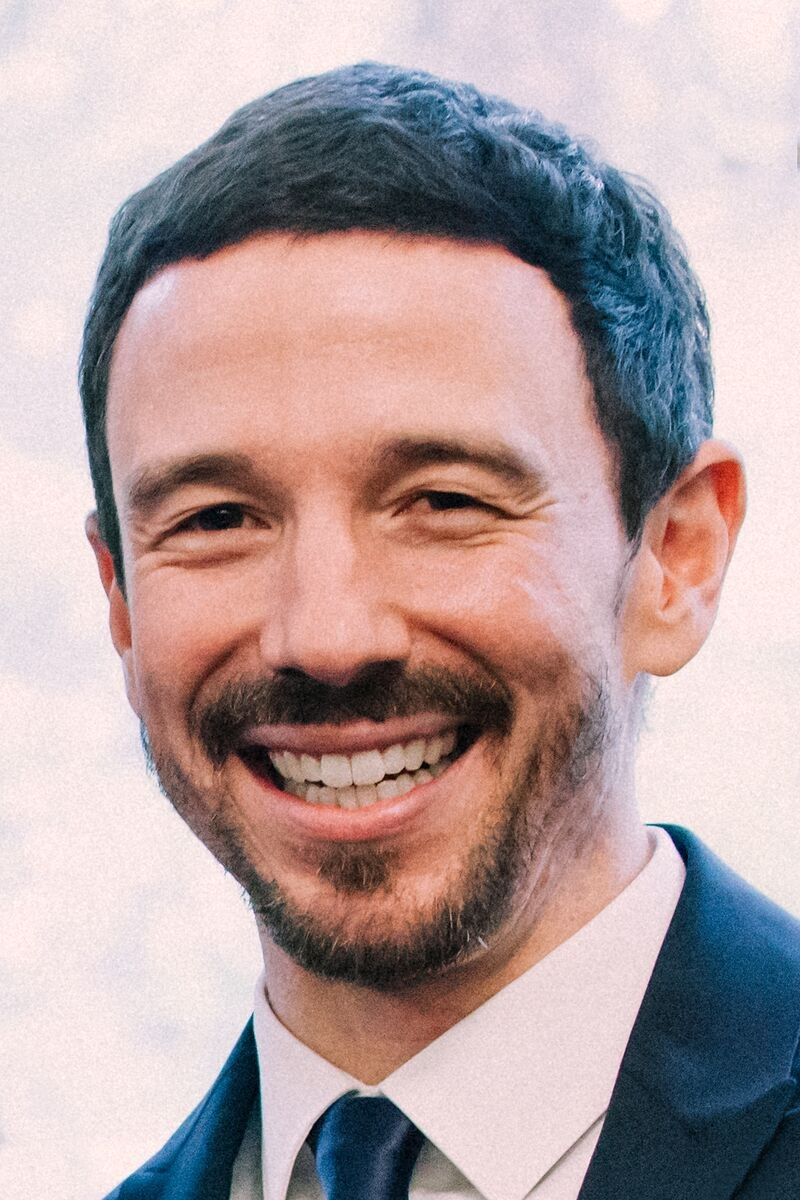
Oliver Berben

Oliver Berben (Múnich. 29 de agosto de 1971) es un productor de cine alemán. Desde enero de 2017, es responsable de la división "Televisión, Entretenimiento y Medios Digitales" de Constantin Film. En enero de 2021, asumió el cargo de director general adjunto de Constantin Film y está previsto que se convierta en director general de la empresa a partir de marzo de 2024.

## Biografía
Oliver Berben, hijo de la actriz Iris Berben y de la cantante Abi Ofarim, estudió inicialmente ingeniería eléctrica y aeroespacial en la Universidad Técnica de Berlín, pero no completó sus estudios. Trabajó como ayudante de producción y jefe de producción en producciones de cine publicitario y, más tarde, en el sector de las películas para cine y televisión. Junto con el director Carlo Rola, fundó en 1996 la empresa Moovie - the art of entertainment, que más tarde se fusionó con Constantin-Film, de Bernd Eichinger.
Su primer trabajo como director fue el telefilme Das Teufelsweib en 1999. En 2006, ya había producido unas 40 películas más para televisión y cine, entre ellas Die schöne Braut in schwarz, Schöne Witwen küssen besser y Die Patriarchin, nominada al Premio Alemán de Televisión 2005. En 2004, produjo el documental para televisión Und jetzt, Israel? En 2006, se emitió la producción televisiva Thousand Words/Der Hölle so nah, dirigida por Solo Avital; una película que seguía el trabajo del fotógrafo de guerra Ziv Koren durante dos años.

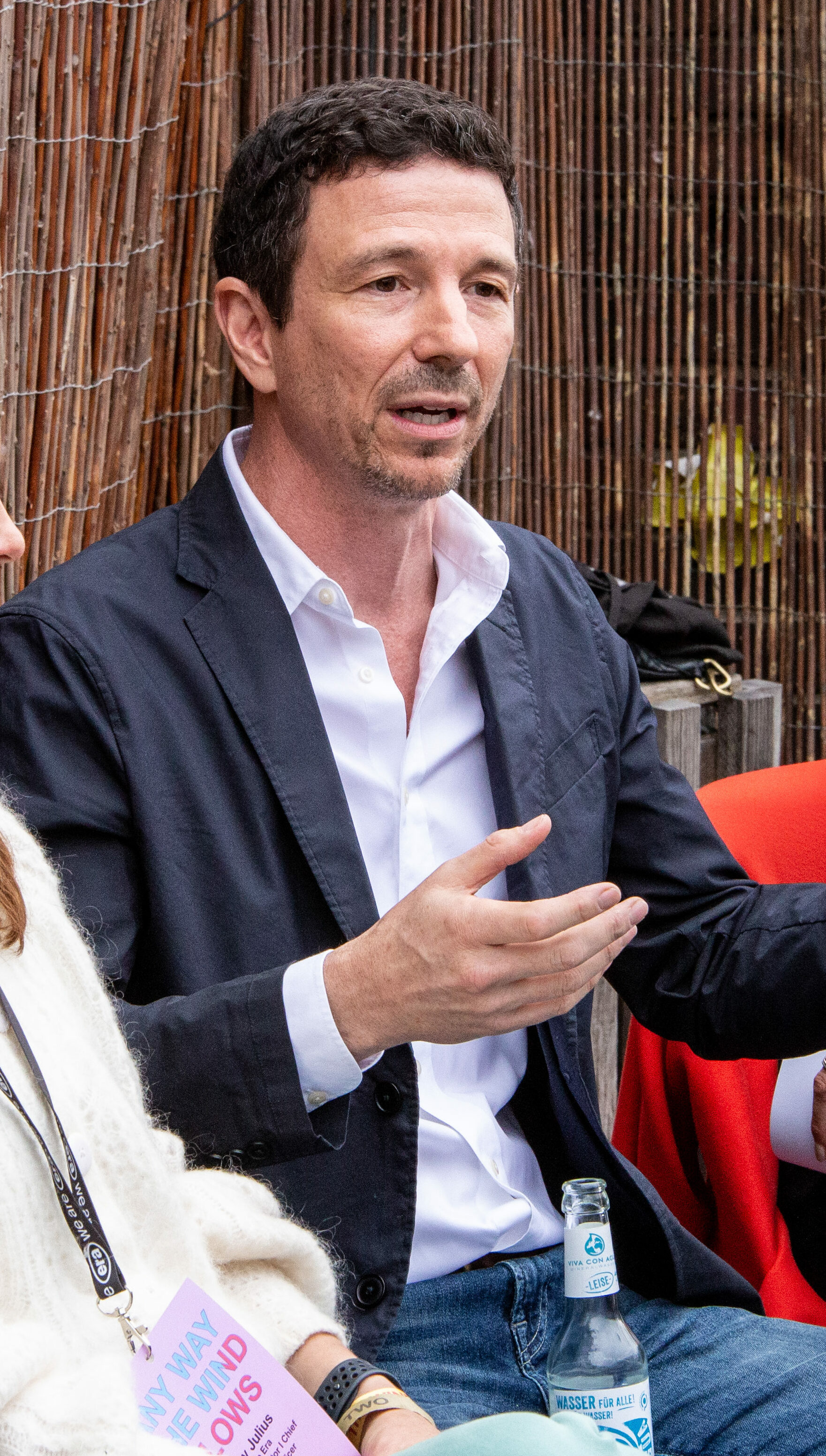
Oliver Berben en 2022

En enero de 2009, Oliver Berben asumió la dirección de Constantin Film Produktion GmbH, y desde el 1 de enero de 2017, además de su labor como productor, es miembro del Consejo de Administración de Televisión, Entretenimiento y Medios Digitales dentro de Constantin Film AG y Vicepresidente del Consejo de Administración desde el 1 de enero de 2021.
En noviembre de 2023, Constantin Film anunció que Berben sucedería a Martin Moszkowicz como Jefe de Distribución de Constantin Film el 1 de marzo de 2024
En total, Oliver Berben ha producido más de 200 películas para televisión y cine. Entre ellas se incluyen producciones como Elementarteilchen (2006), Warum Männer nicht zuhören und Frauen schlecht einparken (2007), Männersache (2009), Die Päpstin (2009), Der Gott des Gemetzels (2011), Frau Müller muss weg! (2015), Er ist wieder da (2015), Timm Thaler oder das verkaufte Lachen (2017), Dieses bescheuerte Herz (2017), In Zeiten des abnehmenden Lichts (2017) y Drachenreiter (2020).

## Películas para televisión
Oliver Berben ha producido varias películas para televisión, entre ellas Afrika, mon amour (2006), Krupp - Eine deutsche Familie (2009), Das Adlon. Eine Familiensaga (2013), Verbrechen nach Ferdinand von Schirach (2013), Das Zeugenhaus (Film) (2014), Schuld nach Ferdinand von Schirach (2016), Der weiße Äthiopier (2016), Terror - Ihr Urteil (2016), Das Sacher (2016), Die Protokollantin (2018), Parfum (2018), Bier Royal (2019), Der Club der singenden Metzger (2019), Wir Kinder vom Bahnhof Zoo (2021), Feinde - Recht oder Gerechtigkeit nach Ferdinand von Schirach (2021), Eldorado KaDeWe - Jetzt ist unsere Zeit (2022), Der Palast (2022) y Die Wannseekonferenz (2022).
Oliver Berben ha recibido numerosos premios.

## Filmografía
Oliver Berben ha producido:
- Code Red – Die sieben Feuer des Todes (Fernsehfilm) (1996) - Código Rojo: Los siete fuegos de la muerte
- Der stille Herr Genardy (Fernsehfilm) (1996) - El señor Genardy el silencioso
- Rosa Roth (Fernsehserie; 16 Teile) (1997–2006) - Rosa Roth
- Der Solist (Fernsehserie; 4 Teile) (1998–2001) - El solista
- Das Miststück (1998) - La perra
- Gefährliche Träume – Das Geheimnis einer Frau (Fernsehfilm) (1999) - Sueños peligrosos: El secreto de una mujer
- Sass (Kino) (2001) - Sass
- Wer liebt, hat Recht (Fernsehfilm) (2001/2002) - Quien ama, tiene razón
- Fahr zur Hölle, Schwester! (Fernsehfilm) (2001/2002) - ¡Ve al infierno, hermana!
- Dienstreise – Was für eine Nacht (2003) - Viaje de negocios: Qué noche
- Autobahnraser (Kino) (2004) - Corredores de la autopista
- 21 Liebesbriefe (Fernsehfilm) (2004) - 21 cartas de amor
- Und jetzt, Israel? (TV-Dokumentation) (2004) - ¿Y ahora, Israel?
- Die Patriarchin (Fernsehfilm) (2005) - La matriarca
- Elementarteilchen (Kino) (2006) - Partículas elementales
- Silberhochzeit (Fernsehfilm) (2005) - Bodas de plata
- Der Hölle so nahe… (…More Than 1000 Words) (TV-Dokumentation) (2006) - El infierno tan cerca... más de mil palabras
- Bewegte Männer (Fernsehserie; 13 Teile) (2006) - Hombres en movimiento
- Afrika, mon amour (2007) - África, mi amor
- Warum Männer nicht zuhören und Frauen schlecht einparken (2007) - Por qué los hombres no escuchan y las mujeres estacionan mal
- Und Jimmy ging zum Regenbogen (Fernsehfilm) (2008) - Y Jimmy fue al arcoíris
- Gott schützt die Liebenden (Fernsehfilm) (2008) - Dios protege a los amantes
- Männersache (Kino) (2009) - Cuestión de hombres
- Krupp – Eine deutsche Familie (Fernsehserie; 3 Teile) (2009) - Krupp: Una familia alemana
- Dinosaurier (Kino, zusammen mit Herman Weigel) (2009) - Dinosaurios
- Die Päpstin (Kino) zusammen mit Martin Moszkowicz (2009) - La papa (La papisa)
- Liebe ist nur ein Wort (Fernsehfilm) (2009) - El amor es solo una palabra
- Familiengeheimnisse (Fernsehserie) (2010) - Secretos de familia
- Niemand ist eine Insel (Fernsehfilm) (2011) - Nadie es una isla
- Der Gott des Gemetzels (Kino, Co-Produzent zusammen mit Martin Moszkowicz) (2011) - El dios de la carnicería
- Blutzbrüdaz (Kino) (2011) - Hermanos de sangre
- Francesco und der Papst (Kino, zusammen mit Peter Weckert, Norbert Preuss) (2011) - Francesco y el papa
- Die Löwin (Fernsehfilm) (2012) - La leona
- Glück (Kino) (2012) - Suerte
- Das Hochzeitsvideo (Kino) (2012) - El video de la boda
- Tessa Hennig: Mutti steigt aus (2013) - Tessa Hennig: Mamá se va
- Das Adlon. Eine Familiensaga (Fernsehserie; 3 Teile) (2013) - El Adlon. Una saga familiar
- Quellen des Lebens (2013) - Fuentes de vida
- Die Kronzeugin – Mord in den Bergen (2013) - La testigo: Asesinato en las montañas
- Verbrechen nach Ferdinand von Schirach (2013) - Crimen según Ferdinand von Schirach
- Der Wagner-Clan. Eine Familiengeschichte (Der Clan. Die Geschichte der Familie Wagner; Fernsehfilm) (2013) - El clan Wagner: Una historia familiar
- Schoßgebete (Kino) (2014) - Oraciones del regazo
- Die Hebamme (2014) - La comadrona
- Alles muss raus – Eine Familie rechnet ab (Fernsehzweiteiler) (2014) - Todo debe irse: Una familia líquida
- Schuld nach Ferdinand von Schirach (2015–2019) - Culpa según Ferdinand von Schirach
- Frau Müller muss weg! (2015) - La señora Müller debe irse
- Er ist wieder da (2015) - Está de vuelta
- Die Hebamme 2 (2016) - La comadrona 2
- Terror – Ihr Urteil (2016) - Terror: Su juicio
- Familie! (2016) - ¡Familia!
- Schweigeminute (2016) - Minuto de silencio
- Das Sacher (2016) - El Sacher
- Timm Thaler oder das verkaufte Lachen (2017) - Timm Thaler o la risa vendida
- In Zeiten des abnehmenden Lichts (2017) - En tiempos de luz menguante
- Tigermilch (2017) - Leche de tigre
- Jugend ohne Gott (2017) - Juventud sin Dios
- Das Pubertier (2017) - El pubertito
- Dieses bescheuerte Herz (2017) - Este corazón estúpido
- Bier Royal (Fernsehfilm) (2018) - Cerveza real
- Shadowhunters (2018) - Cazadores de sombras
- Die Protokollantin (2018) - La protocolista
- Parfum (Fernsehserie) (2018) - Perfume
- Wendezeit (2019) - Tiempo de cambio
- Der Club der singenden Metzger (Fernsehfilm) (2019) - El club de los carniceros cantantes
- Nicht tot zu kriegen (Fernsehfilm) (2020) - Imposible de matar
- Drachenreiter (2020) - Jinetes de dragones
- Gott von Ferdinand von Schirach (2020) - Dios según Ferdinand von Schirach
- Das Unwort (Fernsehfilm) (2020) - La palabra no deseada
- Ferdinand von Schirach: Feinde (2021) - Ferdinand von Schirach: Enemigos
- Wir Kinder vom Bahnhof Zoo (Fernsehserie) (2021) - Nosotros, los niños de la estación de tren Zoo
- Ferdinand von Schirach – Glauben (2021) - Ferdinand von Schirach: Creer
- Eldorado KaDeWe – Jetzt ist unsere Zeit (Fernsehserie) (2022) - Eldorado KaDeWe: Ahora es nuestro momento
- Der Palast (Fernsehserie) (2022) - El palacio
- Die Wannseekonferenz (Fernsehfilm) (2022) - La conferencia de Wannsee

## Premios
- Festival de Cine de Nueva York:  (1997) - Código Rojo: Los siete fuegos de la muerte
- Premio Grimme (2000) - Premio Adolf Grimme: Nominación para El solista - Sin vuelta atrás
- Festival Internacional de Cine de Tokio (2002) - Festival Internacional de Cine de Tokio: Premio al Mejor Director por Sass: Los Maestros del Robo
- Deutscher Comedypreis: Nominierung für Beste Comedy-Serie“ für Bewegte Männer (2003) - Premio Alemán de Comedia: Nominación a "Mejor Serie de Comedia" por Hombres en Movimiento
- Deutscher Fernsehpreis: Nominierung für Beste Sitcom“ für Bewegte Männer (2003) - Premio Alemán de Televisión: Nominación a "Mejor Sitcom" por Hombres en Movimiento
- Adolf-Grimme-Preis für Dienstreise – Was für eine Nacht („Beste Regie“, beste Hauptdarsteller) (2004) - Premio Adolf Grimme: Mejor Dirección, Mejor Actor Principal para Viaje de Negocios - Qué Noche
- Deutscher Fernsehpreis: Nominierung für Beste Sitcom“ für Bewegte Männer (2004) - Premio Alemán de Televisión: Nominación a "Mejor Sitcom" por Hombres en Movimiento
- Premio Cámara de Oro (2005) - Cámara de Oro para La Patriarca
- Deutscher Fernsehpreis: Nominierung in der Kategorie „Bester Fernsehfilm“ für Die Patriarchin (2005) - Premio Alemán de Televisión: Nominación a "Mejor Película para Televisión" por La Patriarca
- Fernsehfilm-Festival Baden-Baden: Einladung für den Film Silberhochzeit (2006) - Festival de Cine para Televisión de Baden-Baden: Invitación para la película Aniversario de Plata
- Bernd Burgemeister Fernsehpreis für Der verlorene Sohn (2009) - Premio de Televisión Bernd Burgemeister para El Hijo Perdido
- Goldene Kamera für Liebesjahre (Bester Fernsehfilm) (2012) - Cámara de Oro para Años de Amor
- Romy in der Kategorie Bester Produzent TV-Film für Schuld nach Ferdinand von Schirach (2014) - Romy en la categoría de Mejor Productor de Película de TV para Culpa según Ferdinand von Schirach
- Romy in der Kategorie Bester Kinofilm für Frau Müller muss weg! (2015) - Romy en la categoría de Mejor Película para Frau Müller Debe Irse![6]
- Rose d'Or (2017) - Rose d'Or en la categoría de Película de TV para Terror - Su Juicio